# Mimestoloides andresi
Mimestoloides andresi är en skalbaggsart som beskrevs av Stefan von Breuning 1974. Mimestoloides andresi ingår i släktet Mimestoloides och familjen långhorningar. Inga underarter finns listade i Catalogue of Life.